# Отбой (армейский термин)
Отбой — сигнал, подаваемый по окончании дня в армейских соединениях, а также церемония, его сопровождающая.

## Российская империя
На флоте отбой сопровождается спуском флага корабля. В русской армии сейчас он отдаётся словесно, а ранее производился исполнением специальной музыкальной фразы, совершаемой горнистом. К окончанию дня в русской армии была приурочена вечерняя молитва. После команды «на молитву, шапки долой!» мог исполняться официальный гимн Российской империи на слова М. М. Хераскова (1733—1807), музыка к которому была написана Д. С. Бортнянским (1751—1825) и предъявлена последним царскому двору в 1822 году. Официальный гимн Российской империи «Коль славен наш Господь в Сионе…» исполнялся на торжественных церемониях и входил в военный ритуал производства юнкеров в офицеры, звучал после артиллерийского залпа и сигнала горнистов. С 1856 по октябрь 1917 года карильон Спасской башни Московского Кремля ежедневно в 15 и 21 час исполнял «Коль славен», а в 12 и 18 часов — «Преображенский марш». В 1833 году официальный статус государственного гимна закрепился за «Молитвой Русского народа» («Боже, Царя храни!»), музыка А. Ф. Львова на текст В. А. Жуковского. Тем не менее, «Коль славен» продолжал сохранять своё значение в качестве церемониального гимна.

## Германская империя

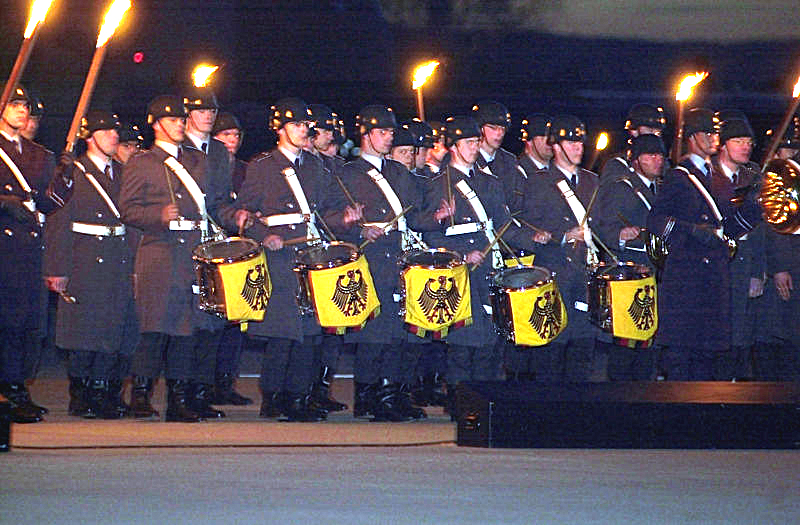
Торжественное построение в Бундесвере

При встрече русского царя Александра I с прусским королём Фридрихом Вильгельмом III на последнего сильное впечатление провела вечерняя молитва, исполняемая в русской армии перед отбоем. Введённая в прусскую армию совместно с сопровождающей её исполнение церемонией, она получила название, не поддающееся точному переводу (Großen Zapfenstreich). По мнению немецких историков, исполняемый при церемонии псалом «Я уповаю на силу Любви» (Ich bete an die Macht der Liebe) был предложен проповедником Герхардом Терстегеном (Prediger Gerhard Tersteegen) в 1750 году под названием «Вечерняя молитва» (Abendsegen). Затем несколько изменённая форма этой церемонии была отредактирована начальником командования корпуса музыкантов прусской гвардии Вильгельмом Випрехтом (Wilhelm Wieprecht) на музыку Бортнянского. Впервые эта церемония была проведена 12 мая 1838 года в Берлине в честь прибывшего туда императора Николая I. После отмены монархии в 1922 году национальным гимном стала «Песнь немцев» (Deutschlandlied) (музыка Йозефа Гайдна, слова Августа Генриха Хофмана фон Фаллерслебена). Однако песня на музыку Бортнянского продолжала исполняться при встрече гостей государства и военных церемониях. С 1962 года она снова была введена в традиции армии ГДР (Großer Zapfenstreich der Nationalen Volksarmee). В настоящее время эта песня входит как обязательный элемент проведения церемонии Großer Zapfenstreich в немецком бундесвере.